# Ševat
Ševat (hebrejsky: שְׁבָט‎; z akkadského šabātu) je pátým měsícem občanského a jedenáctým měsícem biblického židovského kalendáře. Název měsíce se vyskytuje v Bibli v Knize Zacharjáš a také v apokryfní První knize Makabejské 16, 14. Existují domněnky, že jméno měsíce je odvozeno od kořene s-b-t, což v některých semitských i indoevropských jazycích znamená „bít“, „udeřit“. Jedná se o zimní měsíc, který trvá 30 dní. Znamením v zodiaku je vodnář. Podle gregoriánského kalendáře připadá ševat obvykle na leden–únor. V krajních případech může ševat končit až 1. března.

## Svátky měsíce Ševat
- Tu bi-švat – 15. ševat

## Události spojené s měsícem ševat
- 2. švat – výročí smrti krále Alexandra Janaje
- 22. švat – výročí smrti Caliguly a zrušení jeho dekretu o vztyčení modly v Chrámu
- 28. ševat – výročí smrti Antiocha IV. Epifana; též připomínaný jako den boje proti kmeni Benjamín (Sd 17 - 21) a Míkově modle.

## Járcajty
2. švatSamuel Arje (roku 5710 = 1950 o. l.)
12. ševatJoseph Hertz (roku 5706 = 1946 o. l.)
22. švatMenachem Mendel z Kotsku (roku 5619 = 1859 o. l.)
26. ševatJosef Azran (roku 5770 = 2010 o. l.)